# 39. Szaturnusz-gála
A 39. Szaturnusz-gála a 2012-es év legjobb filmes és televíziós sci-fi, horror és fantasy alakításait értékelte. A díjátadót 2013. június 26-án tartották Kaliforniában, a műsor házigazdája Wayne Brady volt.

## Győztesek és jelöltek
Forrás:

### Film
| Legjobb sci-fi-film | Legjobb fantasyfilm |
| --- | --- |
| - Bosszúállók - Az erő krónikája - Felhőatlasz - Az éhezők viadala - Looper – A jövő gyilkosa - Prometheus | - Pi élete - A csodálatos Pókember - A hobbit: Váratlan utazás - Fejbenjáró bűn - Hófehér és a vadász - Ted |
| Legjobb horrorfilm vagy filmthriller | Legjobb akciófilm vagy kalandfilm |
| - Ház az erdő mélyén - Az Argo-akció - A lehetetlen - A hét pszichopata és a si-cu - A fekete ruhás nő - Zero Dark Thirty – A Bin Láden hajsza | - Skyfall - A Bourne-hagyaték - A sötét lovag – Felemelkedés - Django elszabadul - A nyomorultak - Elrabolva 2. |
| Legjobb rendező | Legjobb forgatókönyv |
| - Joss Whedon – Bosszúállók - William Friedkin – Gyilkos Joe - Peter Jackson – A hobbit: Váratlan utazás - Rian Johnson – Looper – A jövő gyilkosa - Ang Lee – Pi élete - Christopher Nolan – A sötét lovag – Felemelkedés | - Quentin Tarantino – Django elszabadul - Tracy Letts – Gyilkos Joe - Martin McDonagh – A hét pszichopata és a si-cu - David Magee – Pi élete - Joss Whedon – Bosszúállók - Joss Whedon, Drew Goddard – Ház az erdő mélyén |
| Legjobb férfi főszereplő | Legjobb női főszereplő |
| - Matthew McConaughey – Gyilkos Joe (Gyilkos Joe) - Christian Bale – A sötét lovag – Felemelkedés (Bruce Wayne / Batman) - Daniel Craig – Skyfall (James Bond) - Martin Freeman – A hobbit: Váratlan utazás (Zsákos Bilbó) - Hugh Jackman – A nyomorultak (Jean Valjean) - Joseph Gordon-Levitt – Looper – A jövő gyilkosa (Joseph "Joe" Simmons) | - Jennifer Lawrence – Az éhezők viadala (Katniss Everdeen) - Jessica Chastain – Zero Dark Thirty – A Bin Láden hajsza (Maya Harris) - Ann Dowd – Szolgálatkészség (Sandra Frum) - Zoe Kazan – Fejbenjáró bűn (Ruby Sparks) - Helen Mirren – Hitchcock (Alma Reville) - Naomi Watts – A lehetetlen (Maria Bennett)                                                                                     |
| Legjobb férfi mellékszereplő | Legjobb női mellékszereplő |
| - Clark Gregg – Bosszúállók (Phil Coulson) - Javier Bardem – Skyfall (Raoul Silva) - Michael Fassbender – Prometheus (David 8) - Joseph Gordon-Levitt – A sötét lovag – Felemelkedés (John Blake) - Ian McKellen – A hobbit: Váratlan utazás (Gandalf) - Christoph Waltz – Django elszabadul (Dr. King Schultz) | - Anne Hathaway – A sötét lovag – Felemelkedés (Selina Kyle / Macskanő) - Judi Dench – Skyfall (M) - Gina Gershon – Gyilkos Joe (Sharla Smith) - Anne Hathaway – A nyomorultak (Fantine) - Nicole Kidman – Az újságos fiú (Charlotte Bless) - Charlize Theron – Hófehér és a vadász (Ravenna királynő)                                                                                                |
| Legjobb fiatal színész | Legjobb filmzene |
| - Suraj Sharma – Pi élete (Pi Patel) - CJ Adams – Timothy Green különös élete (Timothy Green) - Tom Holland – A lehetetlen (Lucas Bennett) - Daniel Huttlestone – A nyomorultak (Gavroche) - Chloë Grace Moretz – Éjsötét árnyék (Carolyn Stoddard) - Quvenzhané Wallis – A messzi dél vadjai (Hushpuppy) | - Danny Elfman – Frankenweenie – Ebcsont beforr - Mychael Danna – Pi élete - Dario Marianelli – Anna Karenina - Thomas Newman – Skyfall - Howard Shore – A hobbit: Váratlan utazás - Hans Zimmer – A sötét lovag – Felemelkedés |
| Legjobb látványtervezés | Legjobb vágás |
| - Dan Hennah – A hobbit: Váratlan utazás - Hugh Bateup, Uli Hanisch – Felhőatlasz - Sarah Greenwood – Anna Karenina - David Gropman – Pi élete - Rick Heinrichs – Éjsötét árnyék - Eve Stewart – A nyomorultak | - Alexander Berner – Felhőatlasz - Stuart Baird, Kate Baird – Skyfall - Bob Ducsay – Looper – A jövő gyilkosa - Jeffrey Ford, Lisa Lassek – Bosszúállók - John Gilroy – A Bourne-hagyaték - Tim Squyres – Pi élete |
| Legjobb jelmez | Legjobb smink |
| - Paco Delgado – A nyomorultak - Jacquline Durran – Anna Karenina - Kym Barrett, Pierre-Yves Gayraud – Felhőatlasz - Sharen Davis – Django elszabadul - Bob Buck, Ann Maskrey, Richard Taylor – A hobbit: Váratlan utazás - Colleen Atwood – Hófehér és a vadász | - Heike Merker, Daniel Parker, Jeremy Woodhead – Felhőatlasz - Greg Nicotero, Howard Berger, Peter Montagna, Julie Hewitt – Hitchcock - Peter Swords King, Rick Findlater, Tami Lane – A hobbit: Váratlan utazás - David Martí, Montse Ribé, Vasit Suchitta – A lehetetlen - Naomi Donne, Donald Mowat, Love Larson – Skyfall - Jean Ann Black, Fay Von Schroeder – Alkonyat: Hajnalhasadás – 2. rész |
| Legjobb különleges effektek | Legjobb nemzetközi film |
| - Janek Sirrs, Jeff White, Guy Williams, Dan Sudick – Bosszúállók - Grady Cofer, Pablo Helman, Jeanie King, Burt Dalton – Csatahajó - Joe Letteri, Eric Saindon, David Clayton, R. Christopher White – A hobbit: Váratlan utazás - Chris Corbould, Peter Chiang, Scott R. Fisher, Sue Rowe – John Carter - Bill Westenhofer, Guillaume Rocheron, Erik-Jan De Boer, Donald R. Elliott – Pi élete - Cedric Nichols-Troyan, Philip Brennan, Neil Corbould, Michael Dawson – Hófehér és a vadász | - Fejvadászok - Anna Karenina - Szilvás csirke - A tündér - My Way - Veszélyes ultimátum |
| Legjobb független film | Legjobb animációs film |
| - Gyilkos Joe - Szolgálatkészség - Hitchcock - Az újságos fiú - A robot és Frank - Kockázatos túra - Míg a világvége el nem választ | - Frankenweenie – Ebcsont beforr - Merida, a bátor - ParaNorman - Rontó Ralph |

### Televízió

#### Műsorok
| Legjobb televíziós sorozat | Legjobb kábeltelevíziós sorozat |
| --- | --- |
| - Revolution (NBC) - Sherlock és Watson (CBS) - Gyilkos hajsza (Fox) - A rejtély (Fox) - Egyszer volt, hol nem volt (ABC) - Odaát (The CW)                                                      | - The Walking Dead (AMC) - Amerikai Horror Story: Zártosztály (FX) - Dexter (Showtime) - Gyilkosság (AMC) - Lépéselőnyben (TNT) - True Blood – Inni és élni hagyni (HBO)       |
| Legjobb televíziós műsor | Legjobb fiataloknak szóló sorozat |
| - Breaking Bad – Totál szívás (AMC) - Continuum (SyFy) - Éghasadás (TNT) - Trónok harca (HBO) - Mockingbird Lane (NBC) - Spartacus - Elátkozottak háborúja (Starz) - Az idők végezetéig (Reelz) | - Teen Wolf – Farkasbőrben (MTV) - A zöld íjász (The CW) - A szépség és a szörnyeteg (The CW) - Ki vagy, doki? (BBC America) - Merlin kalandjai (SyFy) - Vámpírnaplók (The CW) |

#### Színészek
| Legjobb televíziós színész | Legjobb televíziós színésznő |
| --- | --- |
| - Bryan Cranston – Breaking Bad – Totál szívás (AMC) (Walter White) (döntetlen) - Kevin Bacon – Gyilkos hajsza (Fox) (Ryan Hardy) (döntetlen) - Billy Burke – Revolution (NBC) (Miles Matheson) - Michael C. Hall – Dexter (Showtime) (Dexter Morgan) - Timothy Hutton – Lépéselőnyben (TNT) (Nathan Ford) - Joshua Jackson – A rejtély (Fox) (Peter Bishop) - Andrew Lincoln – The Walking Dead (AMC) (Rick Grimes) | - Anna Torv – A rejtély (Fox) (Olivia Dunham) - Moon Bloodgood – Éghasadás (TNT) (Anne Glass) - Mireille Enos – Gyilkosság (AMC) (Sarah Linden) - Sarah Paulson – Amerikai Horror Story: Zártosztály (FX) (Lana Winters) - Charlotte Riley – Az idők végezetéig (Reelz) (Caris Wooler) - Tracy Spiridakos – Revolution (NBC) (Charlie Matheson) |
| Legjobb televíziós férfi mellékszereplő | Legjobb televíziós női mellékszereplő |
| - Jonathan Banks – Breaking Bad – Totál szívás (AMC) (Mike Ehrmantraut) - Giancarlo Esposito – Revolution (NBC) (Tom Neville) - Todd Lasance – Spartacus - Elátkozottak háborúja (Starz) (Caius Iulius Caesar) - Colm Meaney – Hell on Wheels - Pokoli vadnyugat (AMC) (Thomas C. Durant) - David Morrissey – The Walking Dead (AMC) (A Kormányzó) - John Noble – A rejtély (Fox) (Walter Bishop)                    | - Laurie Holden – The Walking Dead (AMC) (Andrea) - Jennifer Carpenter – Dexter (Showtime) (Debra Morgan) - Sarah Carter – Éghasadás (TNT) (Maggie) - Anna Gunn – Breaking Bad – Totál szívás (AMC) (Skyler White) - Jessica Lange – Amerikai Horror Story: Zártosztály (FX) (Jude nővér) - Beth Riesgraf – Lépéselőnyben (TNT) (Parker)        |
| Legjobb televíziós vendégszereplő | |
| - Yvonne Strahovski – Dexter (Showtime) (Hannah McKay) - Blair Brown – A rejtély (Fox) (Nina Sharp) - Terry O’Quinn – Éghasadás (TNT) (Arthur Manchester) - Lance Reddick – A rejtély (Fox) (Phillip Broyles) - Mark Sheppard – Lépéselőnyben (TNT) (Jim Sterling) - Ray Stevenson – Dexter (Showtime) (Isaak Sirko)                                                                                                 | |

### Házimozi
| Legjobb DVD vagy Blu-ray | Legjobb speciális kiadású DVD vagy Blu-ray |
| --- | --- |
| - Játékidő - Atlasz megremegett 2: A csapás - Láncra verve - Cosmopolis - Démoni doboz - A Thousand Cuts | - Rémségek kicsiny boltja: The Director's Cut - A cápa: Universal 100th Anniversary Edition - Arábiai Lawrence: 50th Anniversary Collector's Edition - Vámpírok Classics Edition - Stanley Kubrick: Félelem és vágy |
| Legjobb DVD vagy Blu-ray gyűjtemény | Legjobb televíziós műsor DVD vagy Blu-ray |
| - Universal Classic Monsters: A teljes gyűjtemény (Dracula, Frankenstein, A múmia, A láthatatlan ember, Frankenstein menyasszonya, A farkasember, Az Operaház fantomja, A fekete lagúna szörnye) - Alfred Hitchcock: A teljes gyűjtemény (Szabotőr, A gyanú árnyékában, A kötél, Hátsó ablak, Bajok Harryvel, Az ember, aki túl sokat tudott, Szédülés, Észak-Északnyugat, Psycho, Madarak, Marnie, Szakadt függöny, Topáz, Téboly, Családi összeesküvés) - Battle Royale: A teljes gyűjtemény (Battle Royale (a mozis és a rendezői változat is), Battle Royale 2: A megtorlás) - Bond 50: A teljes 22 filmes gyűjtemény (Dr. No, Oroszországból szeretettel, Goldfinger, Tűzgolyó, Csak kétszer élsz, Casino Royale, Őfelsége titkosszolgálatában, Gyémántok az örökkévalóságnak, Élni és halni hagyni, Az aranypisztolyos férfi, A kém, aki szeretett engem, Moonraker – Holdkelte, Szigorúan bizalmas, Polipka, Halálvágta, Halálos rémületben, A magányos ügynök, Aranyszem, A holnap markában, A világ nem elég, Halj meg máskor, Casino Royale, A Quantum csendje) - Dark Shadows: A teljes sorozat - A teljes Buster Keaton Blu-ray gyűjtemény | - Star Trek: Az új nemzedék: 1-2. évad - In Search Of...: A teljes sorozat - Logan's Run: A teljes sorozat - A folyó: A teljes első évad - Shazam! A teljes élőszereplős sorozat - Spartacus: Vér és homok          |

### Különdíj
- Visionary Award: Richard Matheson (posztumusz)
- Életműdíj: William Friedkin, Jonathan Frakes
- Dan Curtis Legacy Award: Vince Gilligan[4]

## Fordítás
- Ez a szócikk részben vagy egészben  a(z)   39th Saturn Awards című angol Wikipédia-szócikk fordításán alapul.  Az eredeti cikk szerkesztőit annak laptörténete sorolja fel. Ez a jelzés csupán a megfogalmazás eredetét és a szerzői jogokat jelzi, nem szolgál a cikkben szereplő információk forrásmegjelöléseként.